# Danowski-Gletscher
Der Danowski-Gletscher (polnisch Lodowiec Danowskiego) ist ein Gletscher an der Südküste von King George Island im Archipel der Südlichen Shetlandinseln. Er liegt zwischen dem Melville Peak und der Melville-Halbinsel und endet in Form eines Eiskliffs an der Sherratt Bay.
Polnische Wissenschaftler benannten ihn nach 1984 nach dem polnischen Geologen Władysław Danowski (1928–2015), einem Teilnehmer an der von 1980 bis 1981 durchgeführten polnischen Antarktisexpedition.